# Кювилье, Фредерик
Фредерик Кювилье (фр. Frédéric Cuvillier, род. 9 декабря 1968) — французский политик, бывший депутат Национального собрания Франции, мэр города Булонь-сюр-Мер.

## Биография
Родился 9 декабря 1968 года в Булонь-сюр-Мер (департамент Па-де-Кале). Член Социалистической партии, доктор политических наук.
На муниципальных выборах 1995 года Фредерик Кювилье был активным сторонником кандидата в мэры Булонь-сюр-Мер от альтернативного левого списка Ги Ланганя, соперничавшего с официальным списком социалистов во главе с Домиником Дюпиле. Победу на выборах одержал правый кандидат Жан Мюселе, а Кювилье и его сторонники были исключены из рядов Социалистической партии. После смерти Мюселе в 1996 году были назначены досрочные выборы, на которых победу одержал Лангань, а Фредерик Кювилье занял пост вице-мэра, ответственного за жилищную политику. В 2002 году, после отставки Ланганя, возглавил администрацию города, а в 2008 году на очередных выборах одержал уверенную победу. С 2008 года является президентом агломерации Булонне.
Восстановленный в рядах Социалистической партии, Кювилье является лидером партийной секции в Булонь-сюр-Мер и членом Национального совета партии. На выборах в Национальное собрание 2007 года выиграл голосование по 5-му избирательному округу департамента Па-де-Кале, получив во 2-м туре 62,04 % голосов.
Фредерик Кювилье является видным членом правой фракции «Социализм и демократия» в составе Социалистической партии, лидером которой является Доминик Стросс-Кан. На выборах лидера партии на Реймском конгресс 2008 года поддерживал мэра Парижа Бертрана Деланоэ.
В ходе выборов в Национальное собрание 2012 года стал одним из 36 кандидатов, одержавших победу в 1-м туре голосования. В 2012-2014 годах входил правительства Жана-Марка Эро и Мануэля Вальса в качестве министра-делегата и государственного секретаря по вопросам транспорта, моря и рыболовства.
В выборах в Национальное собрание 2017 года участия не принимал.

## Политическая карьера
01.12.1996—22.11.2002 — вице-мэр Булонь-сюр-Мер 

23.11.2002—08.07.2012 — мэр Булонь-сюр-Мер

2004—2007 — член Генерального совета департамента Па-де-Кале от кантона Портель 

20.06.2007—21.07.2012 — депутат Национального собрания Франции от 5-го избирательного округа департамента Па-де-Кале 

03.2008 — 08.07.2012 — президент агломерации Булонне 

16.05.2012—31.03.2014 — министр-делегат по вопросам транспорта, моря и рыболовства в 1-м и 2-м правительствах Жана-Марка Эро 

с 06.04.2014 — мэр Булонь-сюр-Мер

09.04.2014—25.08.2014 — государственный секретарь по вопросам транспорта, моря и рыболовства в 1-м правительстве Мануэля Вальса 

27.09.2014—20.06.2017 — депутат Национального собрания Франции от 5-го избирательного округа департамента Па-де-Кале 

с 21.12.2016 — президент агломерации Булонне